# مارتينا يلينسكا
مارتينا يلينسكا (من مواليد 5 مايو 1992) هي لاعبة مبارزة بولندية. فازت بالميدالية البرونزية في حدث سيف الشيش لفريق السيدات في دورة الألعاب الجامعية الصيفية 2017 التي أقيمت في تايبيه، تايوان. تنافست أيضًا في حدث مبارزة فردية للسيدات.